# Kiçi Balkan
Kiçi Balkan (Mały Bałchan; turk.: Kiçi Balkan gerşi; ros.: хребет Малый Балхан, chriebiet Małyj Bałchan) – niewielkie pasmo górskie w zachodnim Turkmenistanie, pomiędzy górami Uly Balkan a zachodnim krańcem gór Kopet-dag. Rozciąga się na długości ok. 30 km. Najwyższy szczyt osiąga 777 m n.p.m. Pasmo zbudowane z wapieni i margli. Panuje pustynia piołunowa i słona.